# Stabio
Stabio é uma comuna da Suíça, no Cantão Tessino, com cerca de 3.751 habitantes. Estende-se por uma área de 6,23 km², de densidade populacional de 602 hab/km². Confina com as seguintes comunas: Bizzarone (IT-CO), Cantello (IT-VA), Clivio (IT-VA), Genestrerio, Ligornetto, Rodero (IT-CO).
A língua oficial nesta comuna é o Italiano.